# Krzysztof Obłój

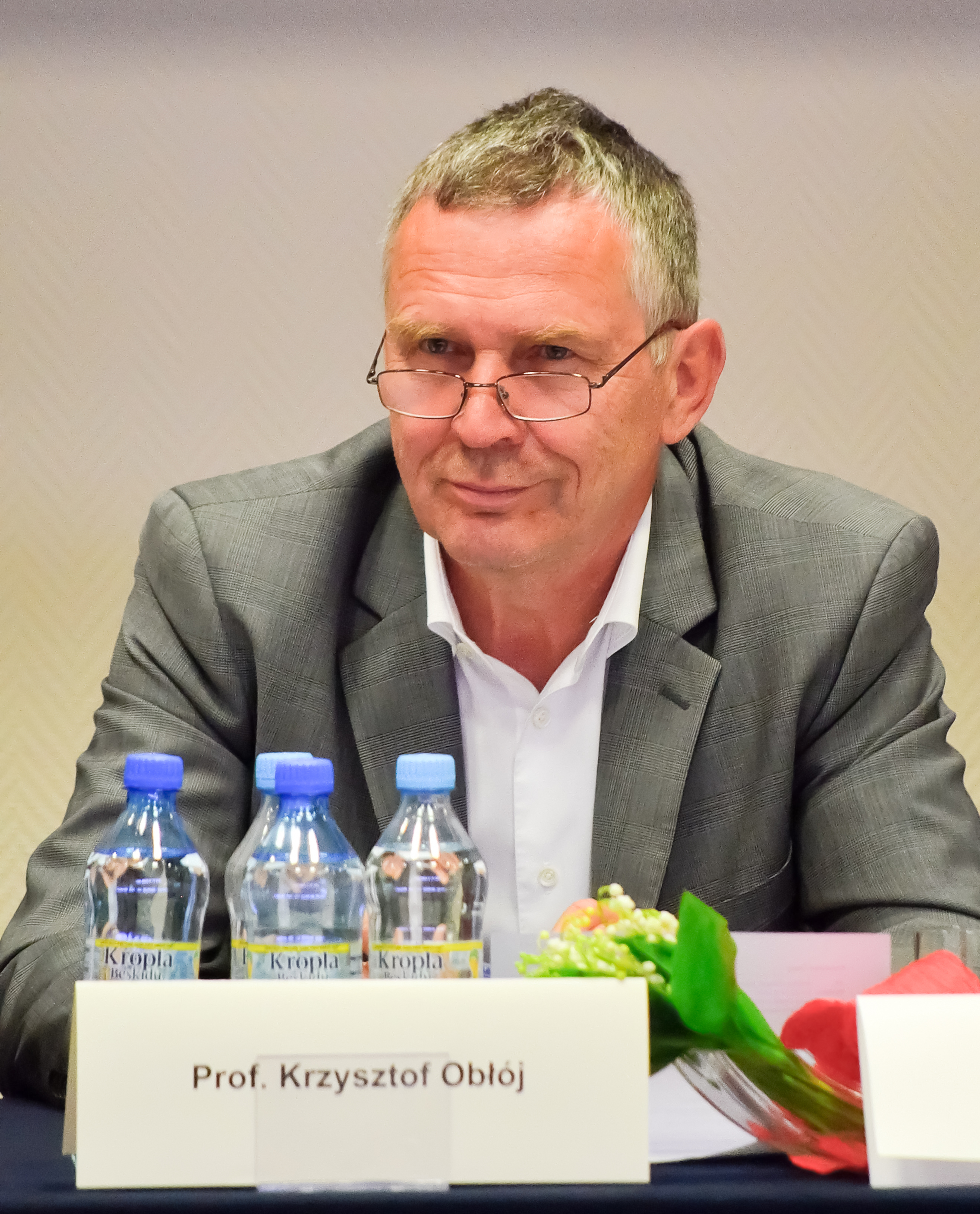
Krzysztof Obłój (2014)

Krzysztof Obłój (* 30. Oktober 1954) ist ein polnischer Ökonom und Hochschullehrer. Er ist der Leiter des Instituts für Strategisches Management (pol.: Zakład Zarządzania Strategicznego) an der Management-Fakultät der Universität Warschau. Außerdem ist er Inhaber des Lehrstuhls für Strategisches Management an der privaten Warschauer Leon-Koźmiński-Akademie.

## Leben
Krzysztof Obłój ist der Sohn des Chemikers Józef Obłój. Im Jahr 1977 schloss er sein Studium an der damaligen Szkoła Planowania i Statystyki ab. Folgend war er an der Universität Warschau als Assistent tätig, und nach seiner Promotion (Thema: Organisations- und Managementtheorie) ab 1980 als Dozent. 1987 habilitierte er sich an der Warschauer Universität (Thema: Strategisches Management). Von 1993 bis 1994 stand er als Präsident der European International Business Academy (EIBA) vor, deren Fellow er seit dem Jahr 2002 ist. Ab 1995 lehrt er als Professor an der Leon Kozmiński-Hochschule und seit 1996 als ordentlicher Professor an der Universität Warschau. 1996 und 1997 war er Fulbright-Stipendiat.
Als Gastprofessor unterrichtet/unterrichtete er regelmäßig an der Sun-Yat-sen-Universität Guangdong, der ESCP Europe, der BI Norwegian Business School, dem Henley Management College, der University of Illinois in Urbana, der Yale University, der Central Connecticut State University und der Duquesne University in Pittsburgh. 
Obłój wurde und wird viel veröffentlicht. In den Vereinigten Staaten erschienen die Bücher „Management Systems“ (1993) und “Winning: Continuous Improvement Theory in High Performance Organizations” (1995). In Europa ist er Koautor verschiedener Werke. Seine Artikel wurden in Fachmedien wie Entrepreneurship. Theory and Practice, Journal of Management Studies, European Management Journal, Industrial & Environmental Crisis Quarterly, International Small Business Journal sowie Cybernetics and Systems. An International Journal veröffentlicht. Einige seiner in Polen verlegten Bücher wurden Bestseller und sind bereits in mehreren Auflagen erschienen: “Strategia sukcesu firmy,” (1996, 1997, 1998, 1999, 2000 und 2004), „Strategia organizacji“ (1999, 2000, 2002, 2004 und 2007) oder „Pasja i dyscyplina strategii“ (2010 und 2011). In Zusammenarbeit mit Janusz Palikot entstand im Jahr 2003 das Werk “Myśli o nowoczesnym biznesie”, in Kooperation mit Andrzej Koźmiński “Zarys teorii równowagi organizacyjnej” (1986).
Obłój arbeitete als Strategie- und Organisationsberater für die polnischen Niederlassungen von Konzernen wie Asea Brown Boveri, LG Group oder Reckitt Benckiser. Er ist Aufsichtsratsvorsitzender bei Alior Bank S.A. und Prochem S.A. Frühere Aufsichtsratspositionen (häufig als Vorsitzender) übte er unter anderem bei Agora S.A., Ambra S.A., Eurobank S.A., Impel S.A., NFI Foksal S.A., PGF S.A., PKN Orlen S.A., Polmos Lublin SA oder PZU S.A. aus.